# Tractat d'Alvor
El Tractat d'Alvor, signat el 15 de gener del 1975, va garantir a Angola independència de Portugal l'11 de novembre, acabant així la guerra per la independència i començant la transició a la Guerra Civil Angolesa.
El tractat, signat pel Moviment Popular per a l'Alliberament d'Angola (MPLA), el Front Nacional d'Alliberament d'Angola (FNAA), la Unió Nacional per la Independència Total d'Angola (UNITA), i el govern portuguès, no va ser mai signat pel Front d'Alliberament de l'Enclavament de Cabinda (FLEC) o la Revolta de l'Est (RDL), ja que els altres signataris els van excloure de les negociacions. El govern de coalició angolès establert pel Tractat d'Alvor va caure aviat quan les diverses faccions nacionalistes, cada una sospitosa de les altres i on volent compartir poder, van intentar prendre control del país per la força. El nom del tractat prové del lloc on va ser signat, el poble d'Alvor, a la regió de l'Algarve, al sud de Portugal.

## Negociacions
Militars de l'esquerra van derrocar el govern de Marcello Caetano a Portugal a la Revolució dels Clavells el 25 d'abril del 1974. Els grups MPLA, FNAA i UNITA van negociar individualment acords de pau amb el govern Portuguès de transició i van començar a lluitar entre ells pel control de Luanda i del país. Holden Roberto, Agostinho Neto i Jonas Savimbi es van trobar a Bukavu (Zaire) al juliol i van acordar negociar amb els portuguesos com una sola entitat política. Es van trobar de nou a Mombasa (Kenya) el 5 de gener de 1975 i van acordar acabar la lluita entre ells, cosa que va ajudar a avançar les negociacions constitucionals amb els Portuguesos. Es van trobar un tercer cop a Alvor (Portugal) del 10 al 15 de gener i van signar el que es va acabar coneixent com el Tractat d'Alvor.

## Termes del tractat
Les diferents parts van acordar tenir les primeres eleccions assembleàries l'octubre del 1975. Des del 31 de gener del 1975 fins a la independència, un govern de transició consistent de l'Alt Comissari Portuguès Admiral Rosa Coutinho i un consell de primer ministre (PMC) governarien el país. El PMC consistia en tres representants, un per a cada part angolesa, i un càrrec de primer ministre que rotaria entre els representatius. Cada decisió requeria dos terços de suport majoritari. Els dotze ministeris van ser dividits en parts iguals entre les parts angoleses i el govern portuguès, tres per a cadascú. L'autor Witney Wright Schneidman va criticar aquesta decisió en Engaging Africa: Washington and the Fall of Portugal's Colonial Empire perquè assegurava una "paràlisi virtual en l'autoritat executiva". El departament de Recerca i Intel·ligència va advertir que un desig excessiu de preservar l'equilibri de poder en l'acord danyaria la capacitat d'operar del govern de transició angolès.
L'objectiu principal del govern portuguès en les negociacions era prevenir l'emigració massiva d'angolesos blancs. Paradoxalment, l'acord només permetia nominar candidats a les primeres eleccions assembleàries a MPLA, FNAA i UNITA, deliberadament prenent els drets a Bakongo, Cabindans i blancs. Els portuguesos raonaven que els angolesos blancs havien d'unir-se a moviments separatistes i els separatistes havien de moderar les seves plataformes per a expandir les seves bases polítiques.
L'acord demanava la integració de l'ala militar de les parts angoleses en una nova força militar, les Forces Armades Angoleses. Les FAA tindria 48.000 soldats actius, compost per 24.000 soldats portuguesos i 8.000 soldats del MPLA, FNAA i UNITA respectivament. Cada part mantenia casernes i llocs d'avançada separats. Cada decisió militar requeria l'acceptació unànime dels quarters generals i el comandament militar de cada part. A les forces portugueses els mancava equipament i compromís per la causa, mentre que els nacionalistes angolesos eren antagonistes i els faltava entrenament.
El tractat, al qual el FLEC mai hi va estar d'acord, descrivia Cabinda com una "part integral i inalienable d'Angola". Els separatistes veuen el tractat com una violació del dret cabindès a l'Autodeterminació. L'agost del 1975 el MPLA ja havia pres control de Cabinda.

## Implementació
L'acord no va establir un mecanisme per a verificar el nombre de soldats a cada força, un error criticat per l'autor Donald Rothschild. Les tres forces angoleses van tenir aviat més soldats que la força portuguesa, posant en perill l'habilitat del poder colonial per a mantenir la pau.
Les lluites entre faccions es van renovar, agafant noves dimensions a la vegada que subministraments d'armes des de l'estranger augmentaven. Al febrer, el govern cubà advertia al Bloc de l'Est que el Tracted d'Alvor no tindria èxit. A la primavera, el Congrés Nacional Africà i el SWAPO repetien l'advertència de Cuba. Líders de l'Organització per a la Unitat Africana van organitzar una conferència per la pau moderada pel President de Kenya, Jomo Kenyatta, amb els tres líders a Nakuru, Kenya, el juny. Els líders angolesos van emetre la Declaració de Nakuru el 21 de juny, acordant acatar les clàusules del Tractat d'Alvor, reconeixent que una falta de confiança mútua va portar a la violència. Molts analistes han criticat el govern de transició a Portugal per la violència que va seguir el Tractat d'Alvor en termes d'una falta de preocupació sobre la seguretat interna angolesa i un favoritisme cap a la MPLA. L'alt comissionat Coutinho, un dels set líders de la Junta de Salvació Nacional, va distribuir obertament armes exportugueses i equipament militar a les forces de la MPLA.
Edward Mulcahy, Secretari d'Estat Adjunt d'Assumptes Africans del Departament d'Estat dels Estats Units, va dir a Tom Killoran, el Cònsol General dels EUA a Angola, que felicités la PMC en lloc de la FNAA i la UNITA pel seu compte i Coutinho per "els esforços incansables i perllongats" de Portugal en un acord de pau. El secretari d'Estat Henry Kissinger va considerar qualsevol govern que impliqui el partit prosoviètic i comunista MPLA com a inacceptable i el president Gerald Ford va supervisar la donació de més ajudes a la FNAA.
Al juliol, el MPLA va fer fora de Luanda al FNAA violentament i la UNITA es va retirar voluntàriament al seu bastió al sud. Allà, forces del MPLA van atacar UNITA i UNITA els va declarar la guerra. A l'agost el MPLA tenia el control d'11 de les 15 capitals de província, entre elles Cabina i Luanda. Sud-àfrica va intervenir el 23 d'octubre, enviant de 1.500 a 2.000 soldats de Namíbia al sud d'Angola. Forces combinades del FNLA, UNITA i Sud-àfrica van prendre 5 capitals de província en tres setmanes, incloent-hi Novo Redondo i Benguela. El 10 de novembre els portuguesos van abandonar Angola. Forces combinades cubanes i del MPLA va derrotar les forces Sud-africanes-FNLA, mantenint el control sobre Luanda. L'11 de novembre Neto va declarar la independència de la República Popular d'Angola. El FNLA i la UNITA van respondre proclamant el seu propi govern basat a Huambo. A mitjans de novembre, el govern de Huambo tenia el control sobre el sud d'Angola i va començar a empènyer cap al nord.